# Hendrik Marsman
Hendrik Marsman (ur. 30 września 1899 w Zeist, zm. 21 czerwca 1940 na morzu w kanale La Manche) – holenderski pisarz, poeta i krytyk literacki.

## Życiorys
Studiował prawo i praktykował w Utrechcie, jednak po 1933 podróżował po Europie i zaczął zajmować się literaturą. Debiutował rytmicznie wolnym wierszem, który zwrócił uwagę swoją radykalną niezależnością. W 1924 został redaktorem naczelnym pisma „De Vrije Bladen” („Wolna Prasa”). Tworzył w języku niderlandzkim, pod wpływem niemieckich ekspresjonistów, m.in. Nietzschego i Trakla, a także pod wpływem Cocteau i Apollinaire'a. Jego zbiór wierszy Verzen (1923, Wiersze) wyrażał antyhumanistyczną, antyintelektualną buntowniczość. W 1925 opublikował zbiór Penthesilea (Pentezyleja), w 1927 Paradise regained (Raj odzyskany), w 1934 Porta Nigra, a w 1940 Tempel en kruis (Świątynia i krzyż) – autobiograficzną relację rozwoju poety, potwierdzająca jego zwrot w kierunku ideałów humanistycznych. Jest również autorem powieści, esejów i nowel. Utonął podczas II wojny światowej, gdy jego statek został trafiony przez torpedę na kanale La Manche.
W Polsce przekładami wierszy Hendrika Marsmana na język polski zajmuje się Michał Maliński – opolski poeta i publicysta.